# Petit (municipalité)
Pour les articles homonymes, voir Petit.
Petit est l'une des 25 municipalités de l'État de Falcón au Venezuela. Son chef-lieu est Cabure. En 2011, la population s'élève à 13 725 habitants.

## Géographie

### Subdivisions
La municipalité est divisée en trois paroisses civiles avec chacune, à sa tête, une capitale (entre parenthèses) :
- Cabure (Cabure) ;
- Colina (Pueblo Nuevo de la Sierra) ;
- Curimagua (Curimagua).